# Proprietary colony
Les proprietary colonies étaient des concessions territoriales accordées par le roi anglais à des lords afin que ces derniers les mettent en valeur en favorisant leur peuplement et en y instaurant les lois et les coutumes d'Angleterre. Ce type de colonies fut privilégié lorsque les Anglais virent dans les colonies d'Amérique l'embryon d'un empire.

## Empire britannique
Les rois accordaient un territoire soit à un individu, soit à un petit groupe, plutôt qu'à une compagnie. Ces hommes, appelés propriétaires (proprietors, parfois Lords Proprietors) étaient investis non seulement de la propriété privée légale mais aussi d'une autorité gouvernementale pour administrer la colonie, rappelant légèrement les comtés palatins d'avant la Glorieuse Révolution.
Cette méthode fut notamment utilisée au début de la colonisation le long de la côte atlantique nord-américaine et dans les Caraïbes par la Grande-Bretagne.
La plupart existait grâce à une charte, qui était revu par le monarque au pouvoir. Un bon exemple est la province de Pennsylvanie, accordée à William Penn (l'état porte encore le nom qui signifie « forêt de Penn ») par le roi Charles II d'Angleterre.
Ce genre d'indirect rule était à la discrétion des souverains anglais qui cherchaient à concentrer leur puissance et leur autorité, et les colonies furent converties en colonies de peuplement, c'est-à-dire gouvernées par des officiels nommés par le roi.

## Liste desproprietary colonies

### Dans les Caraïbes
- La Barbade sous la propriété des lords :
  - 1625-1627 : Sir William Courteen ;
  - 1627-1652 : Lord Carlisle.

### Dans l'actuel Sud-Est des États-Unis
- Colonie de Virginie
- Province de Géorgie
- Province de Caroline du Nord
- Province de Caroline du Sud

### Dans l'actuel Nord-Est des États-Unis
- Province de Pennsylvanie
- Province du Maine
- Province du Maryland
- Province de New York
- Province du New Jersey

### Dans l'actuel Canada
- Nouvelle-Écosse
- Terre-Neuve-et-Labrador
- Ontario

## Équivalent français
Les Îles Glorieuses était habitées et nommé par le Français Hippolyte Caltaux (1847 - après  1907) le 2 mars 1880, qui en fut propriétaire de cette période jusqu'en 1891.
Ce n'est que le 23 août 1892 qu'elles furent revendiquées par la Troisième République, en tant que partie de la colonie française de Madagascar.
Toutefois il en resta le propriétaire de 1901 à sa mort en 1907.
Depuis le 26 juin 1960, elles sont devenues une possession française reconnue. Initialement administrées par le préfet de La Réunion, les îles furent finalement confiées à l'administrateur supérieur des Terres australes et antarctiques françaises le 3 janvier 2005.